# Christophe Jeżewski
Krzysztof Andrzej Jeżewski, né à Varsovie en 1939, est un poète, musicographe, essayiste et traducteur polonais, naturalisé français en 1989 qui vit en France depuis 1970.

## Biographie
Krzysztof Jeżewski est né le 24 avril 1939 à Varsovie, dans une famille francophone de tradition humaniste. Son grand-père maternel Adam Czartkowski, scientifique et historien de culture fut entre autres auteur des monographies de Chopin et de Beethoven ; son père – angliciste et économiste, sa mère Zofia Jeżewska – écrivain, journaliste, critique d’art fut aussi auteur de quatre livres sur Chopin.
Très tôt passionné pour la traduction qu’il considère comme un pont jeté entre les cultures et les peuples, il traduit, âgé alors de douze ans, Les pauvres gens de Victor Hugo et à seize ans, les Chantefables et Chantefleurs de Robert Desnos. Plus tard, alors qu’il étudiait les langues romanes à l’université de Varsovie, il deviendra un des traducteurs les plus actifs de la poésie française (Segalen, Oscar Venceslas de Lubicz-Milosz, Michaux, René Char, Jean Follain, les surréalistes, Eugène Guillevic, etc.) et hispano-américaine. Il fera découvrir aux Polonais quelques génies poétiques de ce continent : Jorge Luis Borges, José Gorostiza, Octavio Paz. Il poursuit en même temps son œuvre poétique (début en 1968 dans la revue Poezja) et s’occupe de critique musicale. Il commence aussi à traduire la poésie polonaise en français, en particulier Cyprian Norwid (1821-1883), père de la poésie moderne polonaise et grand penseur chrétien dont se réclamait Jean-Paul II. En 2011 il publiera en polonais et en français  l'étude  "Cyprian Norwid et la pensée de l'Empire du Milieu" consacrée à l'influence de la pensée chinoise sur ce grand poète, oeuvre de pionnier, à plusieurs égards révélatrice dans ce domaine. En 1963 il achève ses études de philologie romane à l’Université de Varsovie.
En 1970, le climat politique en Pologne étant devenu insupportable à cause de la vague du « fascisme rouge », il part comme boursier du gouvernement français et s’installe définitivement en France. De 1971 à 1973, il collabore à la rédaction polonaise de l’ORTF qui diffuse ses 65 portraits des plus éminents poètes français du XXe siècle.
En 1976, il obtient son diplôme de lettres polonaises à la Sorbonne et épouse Maria Thelma Noval, peintre, poète et sociologue philippine dont il aura deux enfants. Depuis 1978, il fera plusieurs séjours aux Philippines.
Depuis 1974, il poursuit en France une intense activité de traducteur de littérature polonaise, fait découvrir entre autres Cyprian Norwid, Witold Gombrowicz, Bruno Schulz, Andrzej Kuśniewicz, Czesław Miłosz (Prix Nobel 1980), Krzysztof Kamil Baczyński, Wisława Szymborska (Prix Nobel 1996) et les compositeurs Karol Szymanowski, Stanisław Moniuszko, Mieczysław Karłowicz. Il collabore à la presse émigrée polonaise et à la presse musicale française, organise des soirées « poésie et musique » et donne des conférences sur la culture et la musique polonaises. Après l’état de guerre déclaré en Pologne le 13 décembre 1981, il déploie en France une vaste activité d’information et de propagation des idées démocratiques et chrétiennes de Solidarność. En 1988 il publie à Paris aux Editions Spotkania une vaste chronique poétique de la vie du Maréchal Józef Piłsudski, "W blasku legendy" (Dans l'éclat de la légende) qui, en 14 chapitres, contient 352 textes de 160 auteurs, avec la préface de Bruno Schulz et les  gravures sur bois de Stanisław Ostoja -Chrostowski.
En 1984 il quitte Paris et s’installe avec sa famille à Noisy-le-Grand où il habite jusqu’à présent. En automne 1989 il obtient la nationalité française.
Spécialiste de Cyprian Norwid, il est depuis 2003 président de l’association parisienne Les Amis de C. K. Norwid. En 2012 il enregistre chez DUX le CD "La double flamme - Chopin et Norwid" (trilingue, polonais, français et anglais) avec la participation de Michael Lonsdale et Paul Mark Elliott, lui même apparaissant comme interprète des poèmes de Norwid en polonais et auteur du texte du livret. Le CD est illustré d'enregistrements de trois lauréats du Concours Chopin: Tatiana Shebanova, Kevin Kenner et Lucas Geniusas.

## Distinctions
- Médaille du Centenaire de l'Indépendance (2021)
- Prix Cyprian Kamil Norwid (2021)
- Prix APAJTE (Paris) (2019)
- Prix Witold Hulewicz (2019)
- Médaille de la Fondation Cyprian Norwid (Lublin), (2013)
- Médaille d'argent Gloria Artis (2011)
- Prix du PEN-club polonais (2007)
- Bourse de traduction du Prix européen de littérature 2007[1]
- Prix C. Jelenski de l'Institut Littéraire "Kultura" (1991)
- Prix de la Société des Auteurs et Compositeurs Polonais ZAiKS (1987)
- Bourses du ministre de Culture et du Patrimoine national polonais (1999, 2003, 2009)
- Bourses de traduction et de création du CNL (1983, 1991, 1996, 2000, 2006, 2010, 2014)
- Médaille Karol Szymanowski (1984)

## Publications
- Przedmowa do: José Gorostiza, Śmierć nieskończona, PIW, Warszawa, 1971.
- Varsovie 44. L’Insurrection“ par Jean François Steiner, „Cahiers de l’Est“ n° 6, Paris 1976 (sous pseud. Olivia Romagnoli).
- L’Anthologie de la réconciliation, „Cahiers de l’Est“ n°7, Paris 1976 (sous pseud. Olivia Romagnoli).
- Karol Szymanowski, la Pologne de la douleur et de l’extase, „Le Monde de la Musique“ n° 26, Paris, septembre 1980.
- Les J. O. de Varsovie, „Le Monde de la Musique“ n° 27, Paris, octobre 1980.
- Posłowie do: Octavio Paz, Poezje wybrane, LSW, Warszawa, 1981.
- La culture polonaise, in: Polonia, la Pologne par les livres, Catalogue de l’exposition à la Bibliothèque Municipale de Saint-Etienne, janvier 1982.
- La censure s’arrête ici, „Le Monde de la Musique“ n° 42, Paris, février 1982.
- La grande triade: Chopin, Norwid, Szymanowski, „La Revue Musicale“ n° 364, Paris, 1983.
- Postface au Choix de poèmes de Cyprian Norwid, „Obsidiane“ n° 22, Paris, 1983.
- Stanislas Moniuszko, père de l’opéra polonais, „Opéra International“ n° 88, Paris, janvier 1986.
- Maya ou l’âme des Philippines, „France Catholique“ n° 2115, Paris, 28 juillet 1987 (pod pseud. Rémy de Marquoin)
- Les mystiques des barricades (Poésie polonaise des années 40), „France Catholique“ n° 2119, Paris, août 1987.
- Polski Ulisses (posłowie do: W blasku legendy. Kronika poetycka życia Józefa Piłsudskiego, Editions Spotkania, , Paryż, 1988.
- Artistes polonais à Paris (B. Latocha, Z. Beksiński), „France Catholique“ n° 2179, Paris, 4 novembre 1988.
- La société secrète des Ferdydurkistes, „Magazine Littéraire“ n° 287, avril 1991.
- The divine Cecile Licad, „Philippine Graphic“ vol. 3 n° 20, Manila, october 26, 1992.
- Tadeusz Miciński, Pszenica i kąkol [tekst i komentarz do odnalezionego poematu], „Kultura”, nr 1/544-2/545, Paryż, 1993.
- Poeci Apokalipsy (pod pseud. Paweł Molski), „Kultura“, nr 1/544- 2/545,Paryż, 1993.
- Mieczysław Karłowicz, nasz współczesny, „Głos Katolicki“ nr 9, Paryz, 6 marca 1994.
- Karłowicz, „Polonika“, n° 9, Paris, mai 1994.
- L’Ange de l’Insurrection – K.K.Baczyński, „France Catholique“ n° 2465, Paris, 9 septembre 1994.
- Michał Anioł, wstęp do programu baletu, Polski Teatr Tańca, Balet Poznański, sezon XXII 1994/1995, prapremiera 25. 02. 1995 na scenie Teatru Wielkiego w Poznaniu.
- Piękno muzyki Albionu, „Głos Katolicki“, nr 6, Paryż, 11 lutego 1996 oraz nr 7, 18 lutego 1996.
- Ogiński redivivus ! „Głos Katolicki“ nr 16, Paryż, 27 kwietnia 1997.
- Konstanty Jeleński, w 10 rocznicę zgonu, „Nasza Rodzina“ nr 5 , Paryż, maj 1997.
- Szczytny powrót księcia Michała Kleofasa, „Tygiel Kultury“ nr 11/12, Łódź, 1998.
- Cecile Licad, wielka romantyczka z Filipin, „Tygiel Kultury“ nr 11/12, Łódź, 1998.
- Cyprian Norwid, poète et penseur catholique, „Liberté Politique” n° 7, Paris, janvier 1999.
- Chopin, Słowacki, Biegas i metafizyka, „Głos Katolicki “ nr 16, Paryż, 2 maja 1999 oraz „Tygiel Kultury” nr 4-6, Łódź, 2000.
- Chopin, Słowacki, Biegas et la métaphysique, internet.
- Il y a vingt ans „Solidarność“..., „Liberté Politique“ n° 14, Paris, octobre/ novembre 2000.
- La double imposture, „La Lettre du Musicien“ n° 249, Paris, mars 2001.
- Cyprian Norwid et la pensée de l’ancienne Chine, „Teczka“ nr 59, Paryż, luty 2002 oraz  nr 60 (marzec 2002) i nr 61 (kwiecień 2002).
- Nowe fałszerstwa i nieporozumienia wokół Chopina, „Teczka“ nr 70, Paryż, czerwiec 2003.
- Mój dziadek Adam Czartkowski (poemat), „Tygiel Kultury“ nr 4-6 (88-90), Łódź 2003.
- A propos Pasji Mela Gibsona, „Głos Katolicki“ nr 17, Paryż, 2 maja 2004.
- Paweł Jocz, „Głos Katolicki“ nr 20, Paryż, 23 maja 2004.
- Chłopiec (nowela), „Tygiel Kultury“ nr 7-9 (104-106), Łódź 2004.
- Pologne, domaine de culture méditerranéenne? Programme du Festival Arte Mare, Bastia, 11 novembre – 21 novembre 2004. Idem: Internet, Site Arte Mare.
- Préface à : Krzysztof Kamil Baczyński, L’Insurrection angelique, Le Cri, Bruxelles, 2004.
- Postface à Cyprian Norwid, Vade-mecum, Ed. Noir sur Blanc, Montricher (Suisse), 2004.
- Préface à: Krzysztof Kamil Baczyński, Testament de feu, Arfuyen, Paris 2006
- Materializm jest O.K. (wywiad z Alainem Besançonem w: A. Besançon, Świadek wieku) „Fronda”, Warszawa, 2006.
- La Pologne, Jean Paul II et Norwid, „Teczka” n° 90, Paris, 2006.
- Witold Małcużyński. W trzydziestą rocznicę śmierci, „Głos Katolicki” nr 26, Paryż, 15-22 lipca 2007
- Cecile Licad, wielka romantyczka z Filipin, „Głos Katolicki” nr 24, Paryż, 26 czerwca 2008.
- Cyprian Norwid i Jacek Malczewski, próba paraleli, „Głos Katolicki“ nr 17, Paryż, 23 kwietnia 2000 oraz „Pro Libris” nr 1 (22), Zielona Góra, 2008.
- Legiony a literatura w: Legenda Legionów. Opowieść o Legionach oraz ludziach Józefa Piłsudskiego, Warszawa 2008.
- Mieczysław Karłowicz. W stulecie śmierci, „Głos Katolicki” nr 5, Paryż, 1 luty 2009.
- Pani Natalia, „Głos Katolicki” nr 5, Paryż, 1 luty 2009.
- Cecile Licad, wielka romantyczka z Filipin, „Tygiel Kultury” nr 10-12 (154-156), Łódź, 2008
- Le retour d’un génie, Pour le centenaire de Mieczysław Karłowicz, „Europe”, n°961, mai 2009.
- Casus Michael Jackson, « Tygiel Kultury »  nr 7-9 (163-165), Łódź , 2009.
- Chopin ofiarą oszustów, « Gazeta Paryska » nr 11, Paryż, maj/lipiec 2009.
- Chopin victime des faussaires, « Gazeta Paryska » nr 11, Paris, mai/juillet 2009.
- Proroctwo muzyki, « Tygiel Kultury » nr 10/12 (166-168), Łódź, 2009.
- Medal Yad Vashem dla Zofii Jeżewskiej, « Głos Katolicki » nr 14, Paryż, 11 marca 2010.
- Muzyka francuska najpiękniejsza ? « Topos » nr 1-2, Sopot, 2013.
- Niełatwo być Polakiem, «Głos Katolicki» nr 7, Paryż, 17 lutego 2013.
- Dali, Tetmajer i mistycyzm, «Głos Katolicki» nr 12, Paryż, 24 marca 2013
- Muzyka i świat (fragmenty), «Trismegista», Nowe Miasto, nr 6/2013
- Zofia Jeżewska, wspomnienie, „Gazeta Wyborcza”, Warszawa, 3 kwietnia 2014
- Wojciech Kilar, kompozytor z ducha, «Głos Katolicki» nr 6, Paryż, 9 lutego 2014
- Wojciech Kilar, compositeur de l’esprit, «L’Education Musicale», internet 2014
- Nastepca Słowackiego, «Głos Katolicki» nr 17, Paryż, 3 maja 2015
- Dwa kolokwia norwidowskie, «Głos Katolicki» nr 9, Paryż, 2 marca 2014 (Wiktoria Władkowską)
- Roger Legras (1924-2013), «Głos Katolicki» nr 10, Paryż, 9 marca 2014
- Rzeźba muzyczna Bolesława Biegasa, «Ciechanowskie Zeszyty Literackie» nr 16/2014
- Igor Mitoraj – W obronie piękna, «Głos Katolicki» nr  , Paryż, maja 2015
- Oskar Milosz - Utwory, «Znad Wilii», Wilno, 2018-2 (74), s.67-84
- Mémorable centenaire, "Liberté politique" Paris, octobre 2020, n° 86
- Jan Pamuła, w poszukiwaniu tamtej strony światła, "Hybryda", Kraków, nr 38/2021
- Pamiętne stulecie, "Hybryda" Kraków, nr 38/2021
- Moje spotkania z transcendencja, "Nieznany swiat", Warszawa, nr 4/2023 i nr 5/2023

### Traductions en français
- Maya Noval, Birds in exile/Oiseaux en exil, L'Harmattan, Paris 2019
- Karol Szymanowski, Écrits sur la musique, Symétrie, Lyon 2018
- Cyprian Norwid, L'Intarissable source, anthologie thématique, Pierre-Guillaume de Roux, Paris 2017

- Cyprian Norwid, Chopin/Szopen, Maison d'édition GAL, 2010
- Jean-Paul II, Mon dernier livre de méditations pour le troisième millénaire, éditions du Rocher, 2008
- Tadeusz Różewicz, Regio et autres poèmes, Arfuyen 2008
- Cyprian Kamil Norwid, Cléopâtre et César : tragédie historique écrite aussi bien pour la scène que pour la lecture, avec une mise en valeur des gestes dramatiques et de leur succession, Cahiers bleus-Librairie bleue, 2006
- Krzysztof Kamil Baczyński, Testament de feu : poèmes, Arfuyen, 2006
- Krzysztof Kamil Baczyński, L'insurrection angélique, Le Cri édition : In'hui, 2004
- Cyprian Kamil Norwid, Vade-mecum, Noir sur blanc, 2004
- Anna Bolecka, Mon cher Franz, Sabine Wespieser, 2004
- Jean-Paul II, Mon livre de méditations pour ceux qui souffrent, qui doutent, qui espèrent, Editions du Rocher, 2004
- Witold Gombrowicz, Souvenirs de Pologne, Gallimard, 2002
- Andrzej Czcibor-Piotrowski, Un amour couleur myrtilles, Robert Laffont, 2001
- Cyprian Kamil Norwid, Lumières du Royaume, Editions Bénédictines, 2001
- Maria Nurowska, Celle qu'on aime, Phébus, 2000
- Tadeusz Kępiński, Witold Gombrowicz et le monde de sa jeunesse, Gallimard, 2000
- Cyprian Norwid, O Szopenie/Sur Chopin, Lodart, 1999
- Andrzej Kuśniewicz, Constellations : les Signes du zodiaque, 10-18, 1999
- Andrzej Kuśniewicz, Eroica, éditions des Syrtes, 1999
- Andrzej Zaniewski, Mémoires d'un rat, Belfond, 1994  (ISBN 978-2-7144-3210-0) Librairie générale française, 1998  (ISBN 978-2-253-14411-3), Éditions Belfond, 2018
- Wisława Szymborska, Dans le fleuve d'Héraclite, Maison de la poésie Nord-Pas-de-Calais, 1995
- Witold Gombrowicz, Journal. Tomes I à III, 1953-1969, Julliard, puis Denoël 1976, puis Christian Bourgois 1981 puis Gallimard, 1995
- Witold Gombrowicz, Souvenirs de Pologne, Christian Bourgois, 1990, 1995
- Andrzej Kuśniewicz, Constellations : les signes du zodiaque, Robert Laffont, 1993
- Jerzy Andrzejewski, Les ténèbres couvrent la terre, Éditions Belfond, 1991
- Witold Gombrowicz, Moi et mon double, L'Œil de la lettre, 1990
- Witold Gombrowicz, Varia II, Christian Bourgois, 1989
- Czesław Miłosz, Terre inépuisable, Fayard, 1988
- Czesław Miłosz, Témoignage de la poésie, Presses universitaires de France, 1987
- Andrzej Kuśniewicz, L’État d'apesanteur, Albin Michel, 1979, puis Librairie générale française, 1983
- Andrzej Kuśniewicz, La Leçon de langue morte, Albin Michel, 1981
- Andrzej Kuśniewicz, Le Roi des Deux-Siciles, Albin Michel, 1977

### Poèmes et essais
- Rzeki ogniste. Antologia polskiej poezji katastroficznej XIX/XX wieku, Adam Marszalek, 2022
- Muzyka i świat, Rozmyślania, Adam Marszałek, 2021.
- Krysztalowy ogrod. Niby haiku/Le Jardin de cristal. A la manière des haiku, Editions yot-art, 2018
- Music, Anima Poetry Press, 2017

- Księga snów/Le Livre des rêves, Éditions Polyglotte, 2013
- Swiatłość u progu, Topos, 2012
- Płomień i noc/ La Flamme et la nuit, Adam Marszałek, 2012
- Cyprian Norwid et la pensée de l'Empire du Milieu, L'Harmattan, 2011
- Cyprian Norwid a myśl i poetyka Kraju Srodka, Wydawnictwa Uniwersytetu Warszawskiego, 2011
- Adam Czartkowski, Beethoven. Próba portretu duchowego. Rozszerzył, opracował i antologią polskich wierszy o kompozytorze opatrzył Krzysztof Andrzej Jeżewski, PIW, 2010
- Le pire est certain. Anthologie de la poésie catastrophiste polonaise du XXe siècle, Zurfluh/Cahiers Bleus, 2009
- Druga księga snow, Miniatura, 2009
- W zaświecie snu, Correspondance des Arts, 2009
- Zagle niebieskie, Adam Marszałek, 2008
- Okruchy z wysokości, in: Angelus Silesius Anielski wędrowiec, Biblioteka Telgte, 2007
- Popiół słoneczny Nowy Swiat, 2005
- L'épreuve du feu ; précédé de Les vignes de l'espace : poèmes, Librairie Bleue, 2005
- Cyprian Norwid, poète et penseur catholique[2], Liberté politique, 2001
- Kryształowy ogrod, Oficyna Krakowska, 2000
- Chopin, Szymanowski et leurs poètes = Chopin, Szymanowski i ich poeci, Librairie Bleue, 1999
- Znak pojednania, "W drodze", 1997
- Muzyka, Tikkun, 1995
- La musique : poèmes, L'Harmattan, 1994
- Księga snów Miniatura, 1990
- Próba ognia, Editions Dembinski, 1990

### Autres
Il a également traduit en polonais de nombreux poètes français du XXe siècle, notamment Victor Segalen, Oscar Milosz, Henri Michaux et René Char, ainsi que des écrivains d’autres langues tels que Octavio Paz, José Gorostiza, Jorge Luis Borges, Kathleen Raine ou Angelus Silesius.